# Gadens Madonna
Gadens Madonna (originaltitel Madonna of the Streets) er en amerikansk stumfilm fra 1924 af Edwin Carewe.

## Medvirkende
- Alla Nazimova som Mary Carlson / Mary Ainsleigh
- Milton Sills som John Morton
- Claude Gillingwater som Lord Patrington
- Courtenay Foote som Dr. Colbeck
- Wallace Beery som Bill Smythe
- Anders Randolf som Morgan
- John T. Murray som Eddie Foster
- Vivien Oakland som Sarah Joyce
- Harold Goodwin som Walter Bowman
- Rosa Gore som Mrs. Elyard